# Kanunnikesven
Het Kanunnikesven is een ven dat zich bevindt op de Stratumse Heide, ten zuiden van Stratum.
De naam van het ven is afkomstig van de eetbare Veenbessen, die Kanunnikes genoemd worden.
Hoewel het ven dicht bij de bebouwing ligt, werd het belang ervan al in een vroeg stadium ingezien. De familie Philips, die eigenaar was van het gebied, schonk het daarom, samen met een bufferzone, aan de Stichting Het Brabants Landschap. Tegenwoordig bezit deze stichting de gehele Stratumse Heide.
Het ven wordt als een van de belangrijkste van het land beschouwd, vooral omdat zich middenin een drijvend hoogveeneiland voorkomt, waar tal van planten voorkwamen die in een voedselarm milieu thuishoren. Dit betrof Veenbloembies, Slijkzegge, Eenblad, en Waterlobelia. De Veenbloembies werd echter voor het laatst in 1988 aangetroffen, en de Slijkzegge in 1984. Kleine veenbes en Witte snavelbies zijn er echter nog te vinden. Ook komt in het ven de Amerikaanse hondsvis voor.
In het droge jaar 1959 stond het ven vrijwel droog, waardoor het eiland kwam vast te zitten aan de bodem, en later bleef een deel vastzitten en verdronk aldus. In 1972 werd het ven weer geschoond en de ringsloot open gemaakt, opdat het eilandje niet betreden kon worden.
De nabijheid van bebouwing en de drukte is in het algemeen niet gunstig voor een dergelijk kwetsbaar gebied. Daarnaast is ook de zure depositie een gevaar voor de voedselarme biotoop, omdat hierdoor voedingsstoffen worden aangevoerd.